# Eliezer Hager
Eliezer Hager (n. 8 octombrie 1924, Oradea, România – d. 7 iulie 2015, Haifa, Israel) a fost un rabin român-israelian, al doilea mare Rebbe al dinastiei hasidice Seret, parte a Vizhnitz.